# Strada statale 608 di Teano
La ex strada statale 608 di Teano (SS 608), ora strada provinciale 329 ex SS 608 di Teano (SP 329), era una strada statale italiana che si sviluppava nella provincia di Caserta. Attualmente è classificata come strada provinciale.

## Percorso
Il suo tracciato origina nel comune di Vairano Patenora, (presso la frazione Scalo) anche se per pochissimi metri, lungo la strada statale 6 Via Casilina. Appena qualche centinaio di metri dopo, passa nelle vicinanze dell'uscita dell'A1 Milano-Napoli e si raccorda con la strada statale 372 Telesina mediante l'uscita Teano. Prosegue attraversando la frazione di Caianello Vecchio ed entra nel comune di Teano presso la frazione di Borgonuovo, dove è sito un monumento eretto alla memoria dello storico incontro tra Giuseppe Garibaldi e Vittorio Emanuele II. Attraversa poi il centro di Teano e, dopo aver attraversato la località San Giulianeta, termina presso la località Maiorisi, incrociando la strada statale 7 Appia.
Proprio alla fine del suo percorso, alla confluenza con l'Appia, sorge il centro commerciale Sidicinum, aperto nel dicembre 2009.

## Storia
Già contemplata nel piano generale delle strade aventi i requisiti di statale del 1959, è
solo col decreto del Ministro dei lavori pubblici del 9 dicembre 1969 che viene elevata a rango di statale con i seguenti capisaldi d'itinerario: "Innesto strada statale n. 6 presso la stazione di Vairano-Caianello - Teano - innesto strada statale n. 7 presso Maiorisi".
In seguito al decreto legislativo n. 112 del 1998, dal 17 ottobre 2001 la gestione è passata dall'ANAS alla Regione Campania, che in data 22 ottobre 2001 ha ulteriormente devoluto le competenze alla Provincia di Caserta.

## Luoghi d'interesse lungo il percorso
- Monumento allo "Storico Incontro" presso Borgonuovo (frazione di Teano)
- Cattedrale di Teano
- Teatro romano di Teano